# Leptodactylodon ventrimarmoratus
Leptodactylodon ventrimarmoratus är en groddjursart som först beskrevs av George Albert Boulenger 1904.  Leptodactylodon ventrimarmoratus ingår i släktet Leptodactylodon och familjen Arthroleptidae. IUCN kategoriserar arten globalt som sårbar. Inga underarter finns listade i Catalogue of Life.